# Claudie Ossard
Claudie Ossard, née le 16 décembre 1943 à Paris, est une productrice de cinéma française. Elle est notamment la productrice fidèle des films de Jean-Pierre Jeunet.

## Biographie
Elle exploite de 1994 à 2005 sa propre société de production, Claudie Ossard Productions, tandis que Champs Elysées Productions et Eurowide Film Production, (une de ses autres sociétés), sont également destinées à la production des longs-métrages.
En parallèle, de 1997 à 1999, elle codirige avec son associée, la productrice Nelly Cohen, la société Ossard-Cohen spécialisée dans les productions publicitaires. Cette société pilote notamment une publicité pour Barilla dans laquelle figure Gérard Depardieu.
Elle collabore ensuite avec le producteur Chris Bolzli pour former la société Eurowide Film Production.
En 2021, elle fait partie du jury du Festival Films Courts Dinan où elle retrouve Jean-Claude Dreyfus, Marc Caro, et Jean-Pierre Jeunet à l'occasion des trente ans du film Delicatessen.

## Filmographie

### Cinéma
- 1980 : Téléphone Public de Jean-Marie Périer
- 1981 : Diva de Jean-Jacques Beineix
- 1986 : 37°2 le matin de Jean-Jacques Beineix
- 1986 : Charlotte for Ever de Serge Gainsbourg
- 1989 : Marquis de Henri Xhonneux
- 1991 : Delicatessen, de Jean-Pierre Jeunet et Marc Caro
- 1993 : Arizona Dream, d'Emir Kusturica
- 1995 : La Cité des enfants perdus, de Jean-Pierre Jeunet et Marc Caro
- 1998 : Que la lumière soit ! de Arthur Joffé
- 2001 : Jeu de cons de Jean-Michel Verner
- 2001 : Le Fabuleux Destin d'Amélie Poulain, de Jean-Pierre Jeunet
- 2003 : Laisse tes mains sur mes hanches de Chantal Lauby
- 2003 : Le Fils de Boucle d'Or
- 2004 : Mon Ange de Serge Frydman
- 2005 : Écorchés de Cheyenne Carron
- 2006 : Paris, je t'aime
- 2009 : Coco Chanel et Igor Stravinsky, de Jan Kounen
- 2009 : Ricky de François Ozon
- 2010 : Le Refuge de François Ozon
- 2011 : Pina de Wim Wenders
- 2012 : Dans la maison de François Ozon
- 2013 : Attila Marcel de Sylvain Chomet
- 2015 : Foujita de Kōhei Oguri

### Télévision
- 1991 : Charcuterie fine

## Distinction
- 2002 - prix Veuve Clicquot, prix de la femme d'affaires de l'année.